# Zatruta studnia I
Zatruta studnia I − to obraz olejny na płótnie autorstwa Jacka Malczewskiego, namalowany w roku 1906. Obecnie dzieło znajduje się w zbiorach Muzeum Narodowego w Poznaniu.